# Punjabi

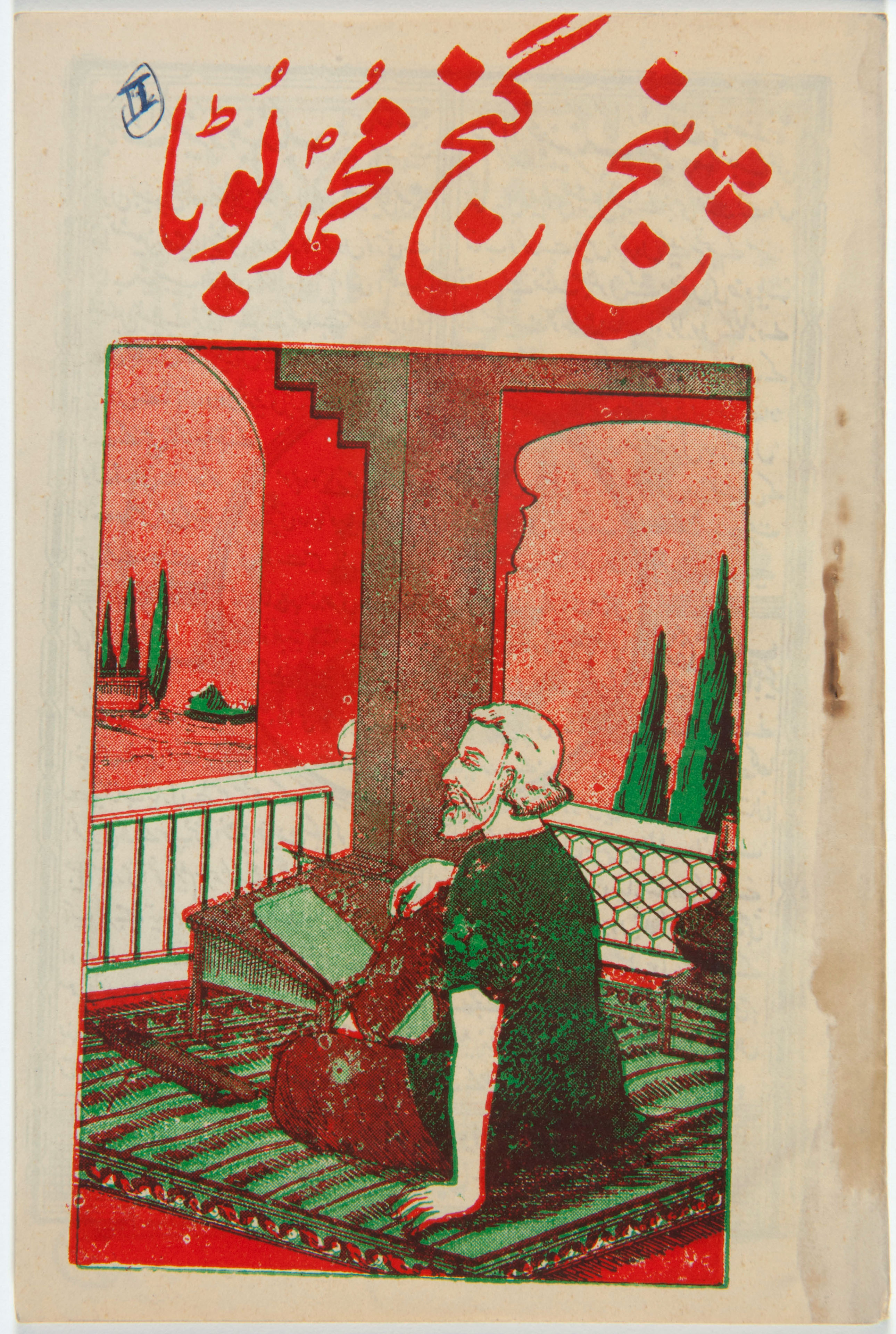
Gedichtenbundel in het Punjabi

Het woord Punjabi in het Shahmukhi- en het Gurmukhīschrift

Punjabi (uitspraak [pəɲˈdʒaːbi], dus niet met een Nederlandse oe-klank), ook gespeld als Panjabi, is een taal die voornamelijk gesproken wordt in de Indisch-Pakistaanse grensregio Punjab (dat "land van de vijf rivieren" betekent).
De taal heeft wereldwijd ongeveer 150 miljoen sprekers. Buiten India en Pakistan zijn er onder andere belangrijke migrantengemeenschappen die de taal spreken in Canada, de Verenigde Staten en het Verenigd Koninkrijk.
Het is de officiële taal in het Indiase Punjab, terwijl het provinciaal wordt gesproken in het Pakistaanse Punjab. Punjabi is ook een van de meest gesproken talen in India en de meest gesproken taal in Pakistan. De taal wordt in hoofdzaak gesproken door de Punjabi's. Punjabi staat op de tiende plek van meest gesproken talen ter wereld.

## Woordenschat
De moderne Punjabi woordenschat is beïnvloed door andere talen, waaronder Hindoestani, Perzisch, Sanskriet en Engels.
Net als Engels heeft Punjabi zich over de wereld verspreid en lokale vormen ontwikkeld door lokale taalelementen in zich op te nemen. Hoewel de meeste leenwoorden uit het Hindustani, Perzisch en Engels komen, hebben Punjabi emigranten over de hele wereld termen overgenomen uit talen zoals het Spaans en Nederlands. Aangezien er geen formele consensus is over de woordenschat en de spelling van het Punjabi, is het aannemelijk dat de taal van de Punjabi diaspora in de toekomst meer en meer zal afwijken van de vormen op het Indiase subcontinent.

## Schrift
Er worden verschillende schriften gebruikt om Punjabi te schrijven, afhankelijk van de streek en het gesproken dialect, en ook de godsdienst van de spreker. Het schrift dat gebruikt wordt voor het schrijven in Punjabi in de Punjab provincie van Pakistan staat bekend als Shahmukhi (uit de mond van de Koningen), een gemodificeerde versie van het Nasta'liq schrift. Sikhs en anderen in de Indiase staat Punjab gebruiken het Gurmukhī-schrift (wat betekent: uit de mond van de goeroes). Hindoes en degenen die in naburige staten leven zoals Haryana en Himachal Pradesh gebruiken soms het Devanāgarī-schrift. Het Gurmukhī- en Shahmukhi-schrift zijn het meest gebruikelijk voor het schrijven in Punjabi en deze worden beschouwd als de officiële schrijfwijzen voor de taal.